# Monumento naturale Garzaia della Rinalda
Il monumento naturale Garzaia della Rinalda si trova nella Lomellina occidentale, in una zona umida costituita dal paleoalveo del Torrente Sesia, nel territorio comunale di Candia Lomellina è nato con lo scopo di tutelare e preservare gli ambienti idonei alla nidificazione degli aironi.
La riserva occupa un quadrilatero irregolare di dimensioni contenute.
Il terreno è molto umido in quanto attraversato da numerosi canali irrigui.

## Flora e fauna
Nella parte centrale è presente un bosco di ontano nel quale si trova una specie esotica di origine nordamericana, poco diffusa in Italia, il glicine tuberoso.
Le specie di Ciconidi qui presenti sono l'airone rosso e la garzetta.